# Magnifique (Peppino di Capri)
Magnifique è il trentasettesimo album di Peppino di Capri, pubblicato nel 2011.

## Descrizione
Il cantante riprende la canzone di Edith Piaf L'hymne à l'amour e quella di Cole Porter C'est magnifique. Inoltre, ci sono nuove versioni di Roberta, Nun e'peccato e Champagne. I brani sono arrangiati da Antonello Cascone, che si è occupato della direzione di tutti gli strumenti. Il disco è stato registrato e mixato da Massimo Aluzzi e Marco Ruggiero. 
I temi dell'album sono l'internazionalismo di di Capri, che seppur legato alla propria terra dimostra di saper spaziare tra diverse influenze linguistiche come il francese, l'inglese, l'italiano e la lingua napoletana.

## Tracce
1. Cry – 3:10 (Kolman)
2. Roberta – 3:43 (Giuseppe Faiella, L.Naddeo, P.Lepore)
3. Solamente una vez – 3:25 (Augustin Lara)
4. L'hymne à l'amour – 4:25 (Marguerite Monnot, Edith Piaf)
5. When I fall in love – 4:22 (Victor Young, Edward Heyman)
6. I love Paris/C'est magnifique – 3:35 (Cole Porter, Ed d'Anzi)
7. Sabor a mi – 3:35 (Alvaro Carrillo Alarcon)
8. Nessuno al mondo – 3:31 (Rastelli, Gioia, Crefer, Nebb)
9. Nun è peccato – 3:06 (U.Calise, Carlo Alberto Rossi)
10. Champagne – 3:44 (D.Di Francia, S.Iodice, Depsa)
11. Cambiamo – 3:34 (G.Di Gennaro, G.Serretta, Peppino di Capri)

Durata totale: 40:10

## Formazione
- Peppino di Capri: voce, pianoforte, tastiere
- Gennaro Desiderio Ensemble: archi
- Catello Cannavale: pianoforte
- Sergio di Natale: batteria
- Gabrielle Borrelli: timpani e percussioni
- Antonio José Molina: percussioni latine
- Antonio De Luise: basso e contrabasso
- Claudio Romano: chitarra classica e chitarra acustica
- Maurizio Ponzo: chitarra elettrica
- Gianfranco Compagnoli: tromba e flicorno
- Massimo Spinosa: tastiere
- Alfredo Di Martino: armonica e fisarmonica
- Antonio Senatore: flauto
- Umberto d'Angelo: oboe
- Antonello Capone: fagotto
- Lorenzo Del Sorbo: corno francese
- Gaetano Campagnoli: sassofono
- Alessandro Tedesco: trombone